# Râul Valea Lupului, Iada (Munteni)
Râul Valea Lupului este un curs de apă, afluent al râului Iada.